# Tolbiac (metropolitana di Parigi)
Tolbiac è una stazione della metropolitana di Parigi sulla linea 7, sita nel XIII arrondissement.

## La stazione

### Ubicazione

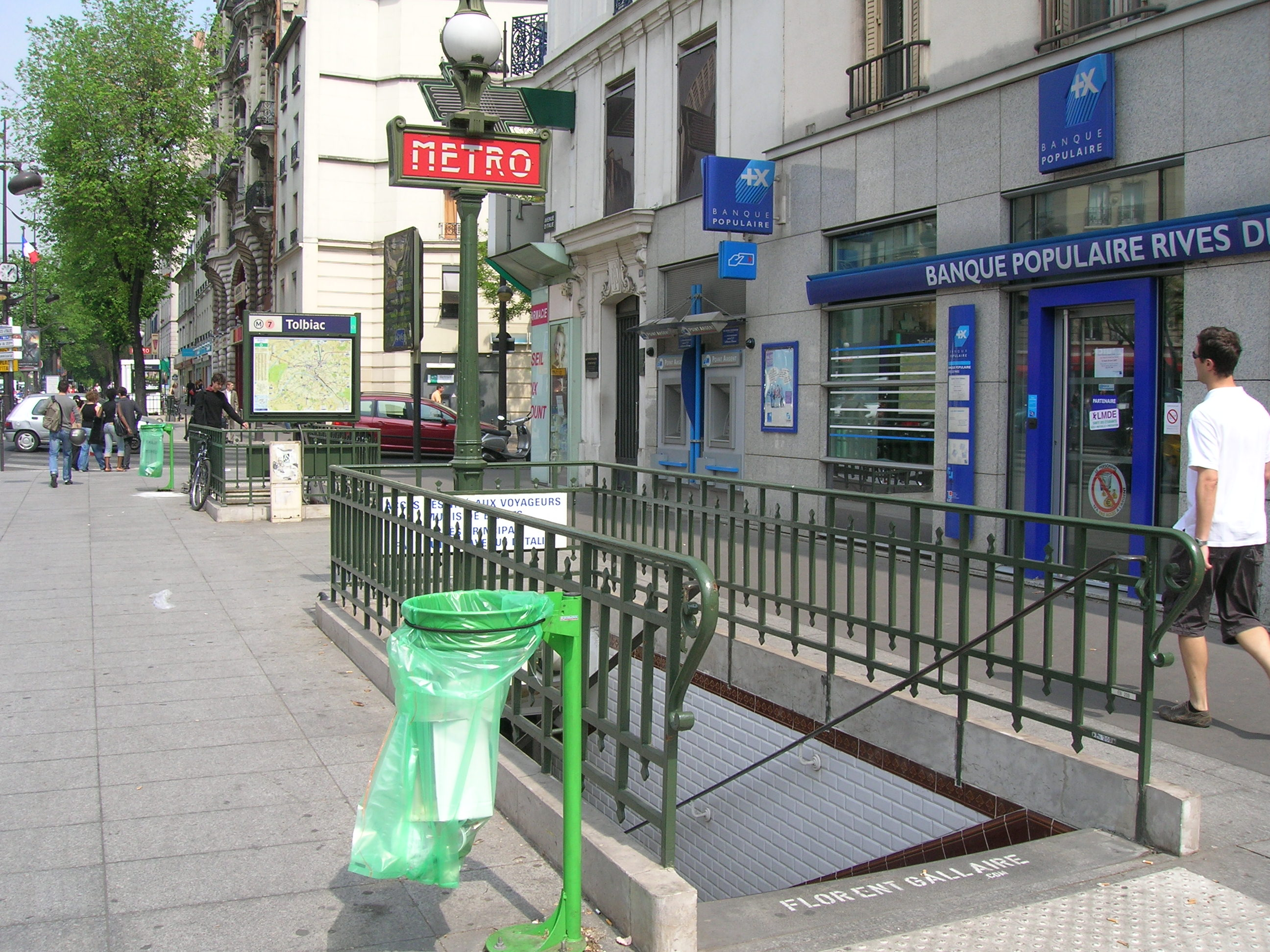
Uno degli ingressi alla stazione

La stazione è situata al disotto dell'avenue d'Italie, a sud della rue de Tolbiac.

### Origine del nome
La stazione prende il nome da Tolbiac, che è l'antico nome di una città della regione di Colonia (attuale Zülpich), che diede il nome alla battaglia vinta da Clodoveo I sugli Alemanni nel 496.

### Storia
La stazione venne inaugurata il 7 marzo 1930, in occasione del prolungamento della linea 10 verso la Porte de Choisy. Un anno dopo sulla stazione è stata istradata la linea 7.

### Accessi
- Rue de Tolbiac: due scale al 76, avenue d'Italie
- Avenue d'Italie: una scala ed una scala mobile al 72, avenue d'Italie
- Rue Toussaint-Féron: due scale al 55, avenue d'Italie
- Rue de la Maison Blanche: due scale al 61, avenue d'Italie

## Interconnessioni
- Bus RATP - 47, 62